# Малесия
 Тази статия е за областта в Албания и Черна гора.  За областта в Северна Македония вижте Малесия (Стружко).  
Малешия или Малеши, понякога Малесия или Малеси е историческа и етнографска гегска област в северозападна Албания, на границата с Черна гора. Областта вкллючва части от планината Проклетия и хинтерланда на Шкодренското езеро с долината на река Циевна.